# Blandiana
Blandiana é uma comuna romena localizada no distrito de Alba, na região histórica da Transilvânia. A comuna possui uma área de 78.43 km² e sua população era de 1124 habitantes segundo o censo de 2007.